# Caractère d'une représentation d'un groupe fini
En mathématiques le caractère d'une représentation d'un groupe fini est un outil utilisé pour analyser les représentations d'un groupe fini.
Le caractère d'une représentation (V, ρ) d'un groupe G correspond à l'application de G dans le corps de l'espace de la représentation qui à un élément s associe la trace de l'image de s par ρ.
Cette définition n'est pas compatible avec celle des caractères d'un groupe en général qui ne prend ses valeurs que dans l'ensemble des complexes non nuls.
L'utilisation du caractère d'une représentation d'un groupe fini est essentielle pour la classification des représentations. Une somme directe de représentations possède pour caractère la somme des caractères et deux représentations irréductibles non équivalentes possèdent des caractères orthogonaux.

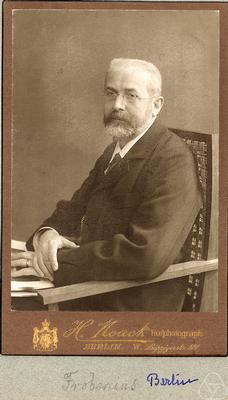
Ferdinand Georg Frobenius, fondateur de la théorie des caractères

## Définitions
- Le caractère χρ de la représentation (V, ρ) d'un groupe fini G est l'application, de G dans le corps K de la représentation, qui à s associe la trace de ρs :{\displaystyle \forall s\in G\quad \chi _{\rho }(s)=\mathrm {Tr} (\rho _{s}).}

Un cas important est celui où K est le corps des nombres complexes.
Un exemple simple est celui des représentations de degré 1. Il est alors possible d'identifier V à K. Le caractère apparaît comme un morphisme de groupes. Le théorème de Lagrange permet alors de démontrer que l'ensemble des images est inclus dans celui des racines |G|-ièmes de l'unité.
- Un caractère irréductible est le caractère d'une représentation irréductible.

## Contexte

### Histoire
Les travaux de Jordan avec la publication d'un livre sur les équations algébriques représentent une première analyse d'un groupe fini de matrices représentant un groupe de Galois. Frobenius démarre en 1896 l'étude de la théorie des caractères des groupes finis, les caractères ne sont pas encore liés à la notion de représentation. Cette même année il communique, dans une lettre à Dedekind les caractères des représentations irréductibles des groupes symétriques S4 et S5.
La théorie est rapidement développée ; entre 1897 et 1899, la machinerie est mise en place. Frobenius développe le produit tensoriel, les représentations induites ainsi que son théorème de réciprocité. En 1900 il détermine les caractères des groupes symétriques et l'année suivante ceux des groupes alternés. Durant cette époque, Heinrich Maschke démontre le théorème portant maintenant son nom qui stipule que toute représentation d'un groupe fini est somme directe de représentations irréductibles.
William Burnside comprend rapidement la profondeur des travaux de Frobenius. Il utilise la théorie des caractères pour montrer qu'un groupe d'ordre pn.qm si p et q sont premiers est un groupe résoluble. Il publie en 1911 la deuxième édition d'un livre de référence. Elle formalise en une théorie le savoir de l'époque sur les groupes finis, l'édition contient les travaux sur les caractères de Frobenius.
Un autre acteur important de la théorie, Issai Schur, est un élève de Frobenius. Non seulement il travaille sur les aspects théoriques et démontre son lemme, mais de plus, dans l'année 1925, il applique la théorie à la physique quantique.
La théorie est l'objet d'un large développement durant le XXe siècle. On peut citer les travaux d'Emil Artin avec la notion de caractère virtuel, ceux de Richard Brauer avec son théorème sur les combinaisons linéaires à coefficients entiers ou encore plus récemment John Griggs Thompson, qui reçoit en 1970 une médaille Fields pour avoir démontré une vieille conjecture de Burnside annonçant que tout groupe fini d'ordre impair est résoluble.

### Motivation
Le théorème de Maschke démontre que si la caractéristique du corps de base ne divise pas l'ordre du groupe G étudié alors toute représentation est somme directe de représentations irréductibles.
La théorie se concentre alors sur deux points clés : comment connaître les représentations irréductibles et comment, pour une représentation donnée, connaître ses facteurs irréductibles. La théorie des caractères répond partiellement à ces deux questions.

### Introduction par l'exemple

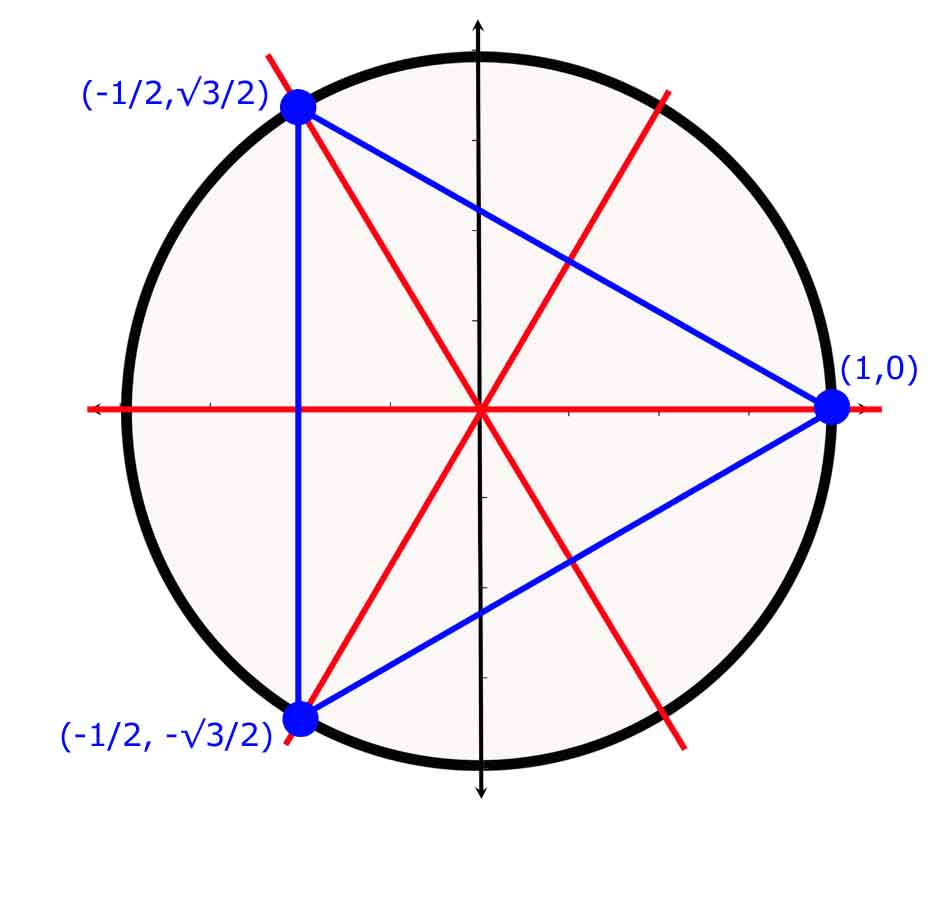
Représentation de S_{3} comme groupe des isométries du triangle

Considérons le polynôme P(X) = X3 + X + 1, à coefficients dans le corps ℚ des rationnels. La théorie montre que son groupe de Galois est isomorphe au groupe symétrique S3, donc que la dimension du ℚ-espace vectoriel sur lequel il opère naturellement est égale à 6. Le groupe se représente par six matrices carrées 6×6, ce qui rend le problème un peu ardu. Mais un autre théorème assure que cette action du groupe de Galois est équivalente à la représentation régulière λ de S3, qu'il s'agit donc de décomposer.
Recherchons dans un premier temps toutes les représentations irréductibles. Comme pour tout groupe, la représentation unité est le morphisme trivial t qui à tout élément du groupe associe l'identité de ℚ. Pour un groupe symétrique, une autre représentation de degré 1 (donc irréductible elle aussi) est le morphisme signature σ, qui à toute permutation impaire associe –1. On dispose également de la représentation standard de S3, illustrée sur la figure de gauche. Le ℚ-espace vectoriel est de dimension 2. Lorsqu'on étend à ℝ le corps de base et qu'on munit ce plan d'une structure euclidienne ad hoc, le morphisme θ envoie chaque élément du groupe sur une isométrie : pour l'élément neutre c'est l'identité ; pour les trois transpositions, ce sont des symétries orthogonales, d'axes représentés en rouge sur la figure ; pour les deux 3-cycles, ce sont les rotations d'angles 2π/3 et –2π/3. Le caractère associé χθ prend donc respectivement les valeurs 2, 0 et –1 sur ces trois classes de conjugaison 1 = {id},  T = {t1, t2, t3} et C = {c1, c2}. Comme tout caractère, c'est donc bien une fonction centrale, c'est-à-dire constante sur chaque classe de conjugaison.
Ces trois représentations irréductibles t, σ et θ de S3 sont les seules, car l'étude des fonctions centrales montre que le nombre de représentations irréductibles est égal au nombre de classes de conjugaison du groupe.

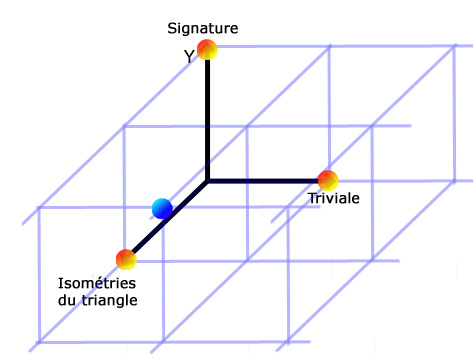
Décomposition du caractère de la représentation régulière de S3

De plus, il existe sur l'espace des fonctions centrales une forme bilinéaire canonique pour laquelle les caractères irréductibles forment une base orthonormale. Ce résultat est au cœur de la théorie des caractères. Dans notre cas, si φ et ψ sont deux fonctions centrales, cette forme bilinéaire est donnée par :
Ces propriétés permettent de calculer les coefficients (entiers naturels) a, b et c de la décomposition de la représentation régulière :
Notons χt, χσ, χθ les caractères des trois représentations irréductibles et χλ celui de la représentation régulière. Ainsi,
Comme les trois caractères χt,χσ, χθ forment une famille orthonormée, les trois coefficients sont :
Or le caractère de la représentation régulière s'annule sur toutes les classes de conjugaisons sauf celle de l'identité, et sur cette classe la valeur d'un caractère est égale au degré de la représentation. On en déduit les trois valeurs : a = 1, b = 1, c = 2.
La figure de droite illustre les caractères du groupe S3. Les caractères représentés par des boules orange sont les trois irréductibles, la boule bleue représente le caractère de la représentation régulière λ. Elle est somme directe des trois représentations irréductibles avec les coefficients 1 pour la triviale, 1 pour la signature et 2 pour celle des isométries du triangle.

## Premières propriétés
- Tout caractère χ d'une représentation (V,ρ) vérifie :
  - {\displaystyle \chi (1)=\dim(V).}
  - χ est une fonction centrale, i.e. {\displaystyle \chi (sts^{-1})=\chi (t)}, ou encore : {\displaystyle \chi (uv)=\chi (vu)}
  - Si deux représentations sont isomorphes alors elles ont même caractère.

La première propriété provient du fait que ρ1 (où 1 désigne l'élément neutre de G) est égal à l'identité de V. Les deux autres sont conséquence directe des propriétés de la trace : deux matrices semblables (c’est-à-dire qui représentent le même endomorphisme dans deux bases différentes) ont même trace. Sous certaines hypothèses, qui sont vérifiées lorsque K est le corps des complexes, la réciproque de la troisième propriété est vraie (cf paragraphe « Conséquences »).
- Chaque χ(s) est entier sur ℤ.

En effet, c'est la trace d'un endomorphisme ρs d'ordre fini. Cette trace est donc somme de racines de l'unité donc c'est un élément entier sur ℤ.
- Si le corps K est inclus dans celui des complexes et s un élément du groupe, alors l'image de s-1 par le caractère est le conjugué de l'image de s.

La trace de ρs est somme de racines complexes de l'unité, qui sont donc de module 1. En conséquence, la trace de ρ(s-1)=(ρs)-1, somme des inverses de ces complexes, est égale à la somme de leurs conjugués, ce qui démontre la proposition.
(Une autre preuve, non spécifique aux groupes finis, utilise le procédé d'unitarisation.) On obtient le corollaire suivant :
- Si le corps K est inclus dans celui des réels et s un élément du groupe, alors l'image de s-1 par le caractère est la même que celle de s.

## Somme directe
Si la caractéristique de K ne divise pas l'ordre g du groupe (autrement dit : si g est inversible dans K), le théorème de Maschke assure que toute représentation de G est somme directe de représentations irréductibles. Ceci permet d'exprimer son caractère comme somme de caractères irréductibles, grâce à la proposition suivante :
- Le caractère de la somme directe de deux représentations (V, ρ) et (V',ρ') d'un groupe G est la somme des caractères des deux représentations.

En effet, si s est un élément de G, Rs et Rs' les matrices de ρs et ρ's dans des bases B et B' ,alors la réunion des deux bases est une base de V⊕V'. Dans cette base, la matrice Ss de ρ⊕ρ's prend la forme :
L'égalité sur les caractères, vus comme traces de matrices, est alors évidente.
Cette proposition se généralise par récurrence au cas d'une somme directe d'un nombre fini de représentations.

## Orthogonalité

### Fonction centrale
Une fonction centrale est une application constante sur chaque classe de conjugaison du groupe. Les premières propriétés des caractères montrent que ce sont des fonctions centrales.
On montre alors (cf corollaire 4 de l'article « Lemme de Schur »), sous l'hypothèse supplémentaire que le polynôme Xg – 1 est scindé sur K (ou même seulement le polynôme Xe – 1, où g désigne l'ordre de G et e désigne son exposant), que

pour la forme bilinéaire symétrique non dégénérée sur KG définie par{\displaystyle (f_{1}|f_{2})={\frac {1}{g}}\sum _{s\in G}f_{1}(s)f_{2}(s^{-1}),}
les caractères irréductibles forment une base orthonormée de l'espace vectoriel des fonctions centrales à valeur dans K.
Il en résulte :
- le nombre de représentations irréductibles de G à équivalence près est égal au nombre h de classes de conjugaison de G.
Le groupe n'a donc sur K (à équivalence près) que h représentations irréductibles ρ1, … , ρh, dont les caractères χ1, … , χh forment une base orthonormée de l'espace des fonctions centrales ;
- {\displaystyle \forall s,t\in G\quad \sum _{i=1}^{h}\chi _{i}(s)\chi _{i}(t^{-1})={\begin{cases}\left|C_{G}(s)\right|&{\mbox{ si }}s,t{\mbox{ sont conjugués}}\\0&{\mbox{ sinon,}}\end{cases}}}
où |CG(s)| désigne l'ordre du centralisateur de s.

Variante.

Lorsque K est un sous-corps de ℂ, il est courant, au lieu de la forme bilinéaire symétrique ci-dessus, d'utiliser sur KG un produit hermitien :
Si f2 est un caractère alors (f1|f2) = ⟨f1|f2⟩, et les caractères irréductibles forment aussi, pour ce produit hermitien, une base orthonormée de l'espace des fonctions centrales.

### Conséquences
Le fait que les caractères irréductibles forment une base orthonormée a des conséquences théoriques immédiates : soit ρ une représentation dont la décomposition en somme directe d'irréductibles est :
où la notation miρi signifie :
Alors la décomposition de son caractère χ en somme des caractères irréductibles χ1, ..., χh est :
et on en déduit les égalités :
En particulier lorsque la caractéristique de K est nulle :
- La multiplicité mi de la représentation irréductible ρi dans ρ est égale à (χ|χi).
- Une représentation est entièrement déterminée (à équivalence près) par son caractère.
- (χ|χ) est un entier.
- Cet entier vaut 1 si et seulement si ρ est irréductible.
- Toute fonction χ qui est combinaison linéaire à coefficients entiers (positifs ou négatifs) de caractères et qui vérifie (χ|χ) = 1 et χ(1) > 0 est le caractère d'une représentation (irréductible)[8].

## Exemples

### Groupe alterné d'indice 4
Les caractères irréductibles d'un groupe sont parfois donnés sous forme de table. Comme un caractère est constant sur une classe de conjugaison, la table est donnée sur les classes de conjugaison. Celle du groupe alterné A4 est par exemple :
| Car. irr. | 1 | (ab)(cd) | (abc) | (acb) |
| --------- | - | -------- | ----- | ----- |
| t         | 1 | 1        | 1     | 1     |
| σ1        | 1 | 1        | j     | j2    |
| σ2        | 1 | 1        | j2    | j     |
| φ         | 3 | -1       | 0     | 0     |

Un élément du type (ab)(cd) possède son inverse dans la même classe de conjugaison, la valeur du caractère est toujours réelle pour cette classe. En revanche, l'inverse de (abc) est (acb), les deux valeurs sont toujours conjuguées.

### Groupe des quaternions
Le groupe des quaternions Q = {±1, ±i, ±j, ±k} a 5 classes de conjugaison : {1}, {–1}, {±i}, {±j},  {±k}, donc 5 caractères irréductibles. Ceux de degré 1 sont les éléments de son groupe dual, naturellement isomorphe à celui de son abélianisé Q/{±1} ≃ V (le groupe de Klein). Par conséquent, ce sont les 4 caractères t, χi, χj et χk du tableau ci-dessous. On complète cette famille orthonormale par l'unique fonction centrale de norme 1 qui leur est orthogonale et dont la valeur sur 1 est positive : (2, –2, 0, 0, 0). C'est le caractère de la cinquième représentation complexe irréductible, ρ, qui est par conséquent de degré 2 (on peut l'expliciter comme exemple de représentation induite par la représentation naturelle du sous-groupe {±1, ±i}).
| Car. irr. | 1 | –1 | ±i | ±j | ±k |
| --------- | - | -- | -- | -- | -- |
| t         | 1 | 1  | 1  | 1  | 1  |
| χi        | 1 | 1  | 1  | –1 | –1 |
| χj        | 1 | 1  | –1 | 1  | –1 |
| χk        | 1 | 1  | –1 | –1 | 1  |
| χρ        | 2 | –2 | 0  | 0  | 0  |

La table des caractères de l'autre groupe non abélien d'ordre 8, le groupe diédral D8, est identique mais — contrairement à ρ — la représentation irréductible de degré 2 de D8 est réelle (en).

### Groupe simple d'ordre 168
Le groupe GL3(F2) est, par son ordre (168), le plus petit groupe simple non commutatif après le groupe alterné A5. On trouve la table suivante, établie dans l'article détaillé :
| Car. irr. | C1 | C2 | C3 | C4 | C7a        | C7b        |
| --------- | -- | -- | -- | -- | ---------- | ---------- |
| χ1        | 1  | 1  | 1  | 1  | 1          | 1          |
| χ3a       | 3  | –1 | 0  | 1  | (–1+i√7)/2 | (–1–i√7)/2 |
| χ3b       | 3  | –1 | 0  | 1  | (–1–i√7)/2 | (–1+i√7)/2 |
| χ6        | 6  | 2  | 0  | 0  | –1         | –1         |
| χ7        | 7  | –1 | 1  | –1 | 0          | 0          |
| χ8        | 8  | 0  | –1 | 0  | 1          | 1          |

Les cardinaux des classes de conjugaisons sont C1 : 1, C2 : 21, C3 : 56, C4 : 42, C7a : 24, C7b : 24. On en déduit le produit hermitien pour deux caractères  χφ et χψ, dans le cas d'une représentation complexe :
Les caractères de la table sont bien tous de norme 1 et orthogonaux deux à deux.

### Représentation régulière
La représentation régulière λ de G, sur le K-espace vectoriel KG des applications de G dans K, est celle issue de l'action à gauche de G sur lui-même par translation. Son caractère χ est :
Or sous les mêmes hypothèses que précédemment (permettant d'appliquer le théorème de Maschke et le lemme de Schur), on démontre que sa décomposition en somme directe d'irréductibles est :
La décomposition du caractère χ de λ en somme des caractères irréductibles χ1, ..., χh est donc :

## Extension

### Produit direct et produit tensoriel
En théorie des groupes, la première méthode d'extension est donnée par le produit direct de deux groupes. En termes de représentation, cette extension se traduit par un produit tensoriel de deux représentations de deux groupes.
Une relation analogue existe pour le produit tensoriel de représentations :
- Le caractère du produit tensoriel de deux représentations (V, ρ) et (V',ρ') d'un groupe G est le produit des caractères des deux représentations.

En utilisant les notations précédentes et si (rij) (resp. (r'i'j') est la matrice Rs (resp. Rs') la matrice Ps du produit tensoriel associée est égal à (pij i'j') avec pij i'j' = rij.r'i'j'. Un simple calcul de trace permet de conclure.
- Si χσ (resp. χα) désigne le caractère de la représentation du carré symétrique (resp. alterné), alors les deux formules suivantes s'appliquent :

Les définitions des représentations du carré symétrique et alterné sont données dans l'article détaillé.

### Produit semi-direct et représentation induite
Une représentation induite est un mode de construction d'une représentation d'un groupe G à l'aide d'un de ses sous-groupes H. Soit (W, θ) une représentation de H, une représentation (V, ρ) est dite induite par celle de (W, θ) si et seulement si les différents sous-espaces ρcW où les  valeurs de c forment un système de représentants des classes à gauche de G/H, sont, en somme directe, égale à V.
Il existe une unique représentation induite de G par une représentation (W, θ) d'un sous-groupe H. En termes de G-module, la représentation induite s'exprime simplement :
La représentation induite correspond, en termes de G-module à une extension des scalaires K[H] à l'anneau K[G] sur le H-module W.
Dans le cas où H est un sous-groupe normal de G, la représentation induite est équivalente à un produit semi-direct.
Il existe une méthode simple pour calculer le produit hermitien du caractère d'une représentation induite : la formule de réciprocité de Frobenius Si  ψ désigne le caractère de la représentation θ de H et χ celui d'une représentation de G, si Ind ψ désigne le caractère d'une représentation induite et Res χ le caractère de la restriction de ρ à H, alors :